# Riesenflugzeug

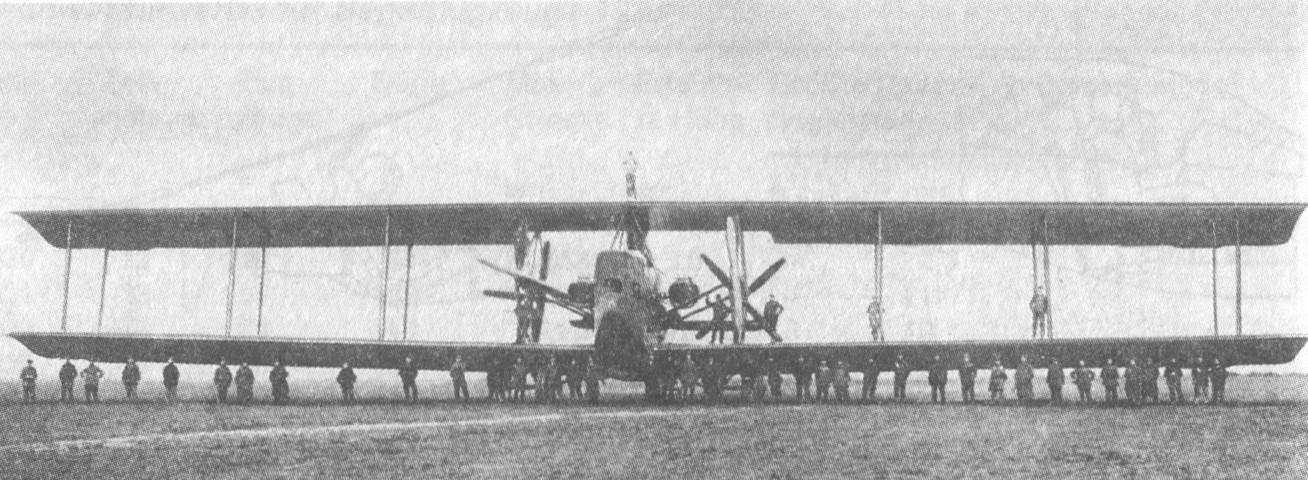
Siemens-Schuckert R.VIII (1918).

Un Riesenflugzeug (au pluriel Riesenflugzeuge), littéralement « avion géant » en français, parfois familièrement appelé en anglais R-plane (dit de « type R »), est une gamme de bombardiers allemands qui a inauguré l'ère des « poids lourds » de l'air, en service de la Première Guerre mondiale, possédant au moins trois moteurs d'avion, généralement quatre moteurs ou plus. Ces gros avions pouvaient voler plusieurs heures avec des charges de bombes plus importantes que les plus petits bombardiers Grossflugzeug tels que le Gotha G.V,,.

## Liste des avions
| Type                         | Moteurs                                                      | Longueur   | Premier vol | Service                                    | Notes                                                                               | Nombre construit                            |
| ---------------------------- | ------------------------------------------------------------ | ---------- | ----------- | ------------------------------------------ | ----------------------------------------------------------------------------------- | ------------------------------------------- |
| AEG R.I                      | 4 × Mercedes D.IV de 260 ch                                  | 36 m       | 1916        | Aucun                                      | Brisé en vol en 1918                                                                | 1 achevé, 7 autres partiellement construits |
| DFW R.I                      | 4 × Mercedes D.IV de 220 ch                                  | 29,5 m     | 1916        | Front de l'Est                             | Crashé lors de son second déploiement au combat                                     | 1                                           |
| DFW R.II                     | 4 × Mercedes D.IVa de 260 ch                                 | 30,06 m    | 1918        | Bâtiment d'entrainement inadapté au combat |                                                                                     | 2 sur 6 commandés                           |
| DFW R.III                    | 8 × Mercedes D.IV de 260 ch                                  | 53,5 m     | n/a         | Aucun                                      | Incomplet à la fin de la guerre                                                     | Aucun                                       |
| Junkers R.I                  | 4 × Mercedes D.IVa de 260 ch                                 | 35,0 m     | n/a         | Aucun                                      |                                                                                     | 1 incomplet                                 |
| LFG Roland R.I               | 4 × Maybach Mb.IV de 1 000 ch                                | n/a        | n/a         | Aucun                                      |                                                                                     | Non construit                               |
| Linke-Hofmann R.I            | 4 × Mercedes D.IVa de 260 ch                                 | 33,2 m     | 1917        | Aucun                                      | Premier exemplaire : 32,02 m                                                        | 4                                           |
| Linke-Hofmann R.II           | 4 × Mercedes D.IVa de 260 ch                                 | 42,16 m    | 1919        | Aucun                                      | Équipé de la plus grande hélice jamais construite, d'environ 6,9 mètres de diamètre | 2                                           |
| Mannesmann Poll              | 10 × moteurs                                                 | 50,3 m     | n/a         | Aucun                                      | Annulé car incomplet                                                                | Aucun                                       |
| Schütte-Lanz R.I             | 6 × Basse und Selve BuS.IVa de 300 ch                        | 44,0 m     | n/a         | Aucun                                      |                                                                                     | Étude de conception uniquement              |
| Siemens-Schuckert Forssman R | 2 × Mercedes D.III de 110 ch & 2 × Mercedes D.IVa de 220 ch  | 24,0 m     | 1915        | Formation                                  |                                                                                     | 1                                           |
| Siemens-Schuckert R.I        | 3 × Benz Bz.III de 150 ch                                    | 28,0 m     | 1915        | Front de l'Est & formation                 |                                                                                     | 1                                           |
| Siemens-Schuckert R.II       | 3 × Mercedes D.IVa de 260 ch                                 | 38,0 m     | 1915        | Formation                                  | Envergure augmentée                                                                 | 1                                           |
| Siemens-Schuckert R.III      | 3 × Benz Bz.IV de 220 ch                                     | 34,33 m    | 1915        | Formation                                  |                                                                                     | 1                                           |
| Siemens-Schuckert R.IV       | 3 × Benz Bz.IV de 220 ch                                     | 37,6 m     | 1916        | Formation                                  | Envergure augmentée                                                                 | 1                                           |
| Siemens-Schuckert R.V        | 3 × Benz Bz.IV de 220 ch                                     | 34,33 m    | 1916        | Front de l'Est                             | Envergure augmentée                                                                 | 1                                           |
| Siemens-Schuckert R.VI       | 3 × Benz Bz.IV de 220 ch                                     | 33,36 m    | 1916        | Front de l'Est                             | Envergure augmentée                                                                 | 1                                           |
| Siemens-Schuckert R.VII      | 3 × Mercedes D.IVa de 260 ch                                 | 38,44 m    | 1917        | Front de l'Est                             |                                                                                     | 1                                           |
| Siemens-Schuckert R.VIII     | 6 × Basse und Selve BuS.IVa de 300 ch                        | 48,0 m     | n/a         | Aucun                                      |                                                                                     | 2 (un inachevé)                             |
| Siemens-Schuckert R.IX       | 8 × Basse und Selve BuS.IVa de 300 ch                        | n/a        | n/a         | Aucun                                      |                                                                                     | Étude de conception uniquement              |
| Zeppelin-Lindau Rs.I         | 3 × Maybach Mb.IV de 240 ch                                  | 43,5 m     | n/a         | Aucun                                      | Épave en 1915                                                                       | 1                                           |
| Zeppelin-Lindau Rs.II        | 3 × Maybach Mb.IV de 240 ch                                  | 33,2 m     | 1916        | Aucun                                      | Hydravion à coque                                                                   | 1                                           |
| Zeppelin-Lindau Rs.III       | 3 × Maybach Mb.IVa de 245 ch                                 | 37,0 mftin | 1917        | Évaluation                                 | Hydravion à coque                                                                   | 1                                           |
| Zeppelin-Lindau Rs.IV        | 4 × Maybach Mb.IVa de 245 ch                                 | 37 m       | 1918        | Aucun                                      | Hydravion à coque                                                                   |                                             |
| Zeppelin-Staaken VGO.I       | 3 × Maybach HS de 240 ch ou 5 × Maybach Mb.IVa de 245 ch     | 42,2 m     | 1915        | Kaiserliche Marine                         | Construit à Versuchsbau Gotha Ost                                                   |                                             |
| Zeppelin-Staaken VGO.II      | 3 × Maybach HS de 240 ch                                     | 42,2 m     | 1916        | Front de l'Est & formation                 |                                                                                     |                                             |
| Zeppelin-Staaken VGO.III     | 6 × Mercedes D.III de 160 ch                                 | 42,2 m     | 1916        | Front de l'Est                             |                                                                                     |                                             |
| Zeppelin-Staaken R.IV        | 2 × Mercedes D.III de 160 ch & 4 × Benz Bz.IV de 220 ch      | 42,2 m     | 1917?       | Front de l'Est & front de l'Ouest          | Un construit                                                                        |                                             |
| Zeppelin-Staaken R.V         | 5 × Maybach Mb.IVa de 245 ch                                 | 42,2 m     | 1917 ?      | Front de l'Ouest                           | Un construit                                                                        |                                             |
| Zeppelin-Staaken R.VI        | 4 × Mercedes D.IVa de 260 ch                                 | 42,2 m     | 1917 ?      | Front de l'Ouest                           | 18 construits                                                                       |                                             |
| Zeppelin-Staaken R.VII       | 2 × Mercedes D.III de 160 ch & 4 × Benz Bz.IV de 220 ch      | 42,2 m     | 1917        | Aucun                                      | Crashé lors de la livraison                                                         |                                             |
| Zeppelin-Staaken R.VIII      | 8 × Mercedes D.IVa de 260 ch ou 8 × Maybach Mb.IVa de 245 ch | 55 m       | 1918        | Aucun                                      | Inachevé                                                                            |                                             |
| Zeppelin-Staaken R.IX        | 8 × Mercedes D.IVa de 260 ch ou 8 × Maybach Mb.IVa de 245 ch | 55 m       | 1918        | Aucun                                      | Inachevé                                                                            |                                             |
| Zeppelin-Staaken R.XIV       | 5 × Maybach Mb.IVa de 245 ch                                 | 42,2 m     | n/a         | Front de l'Ouest                           | Trois construits                                                                    |                                             |
| Zeppelin-Staaken R.XIVa      | 5 × Maybach Mb.IVa de 245 ch                                 | 42,2 m     | n/a         | Après-guerre                               | Saisi lors d'une contrebande                                                        |                                             |
| Zeppelin-Staaken R.XV        | 5 × Maybach Mb.IVa de 245 ch                                 | 42,2 m     | 1918        | Front de l'Ouest                           |                                                                                     |                                             |
| Zeppelin-Staaken R.XVI       | 2 × Benz Bz.VI de 530 ch & 2 × Benz Bz.IV de 220 ch          | 42,2 m     | 1918        | Avion de ligne                             | Deux achevés, le troisième inachevé                                                 |                                             |
| Zeppelin-Staaken L           | 4 × Maybach Mb.IVa de 245 ch                                 | 42,2 m     | n/a         | Aucun                                      | Variante d'hydravion. Crashé lors des essais                                        | 1                                           |
| Zeppelin-Staaken Type 8301   | 4 × Maybach Mb.IVa de 245 ch                                 | 42,2 m     | n/a         | Hydravion à coque de ligne                 | 3 construits pour la Kaiserliche Marine                                             | 3                                           |